# Estação Eugenia de Montijo

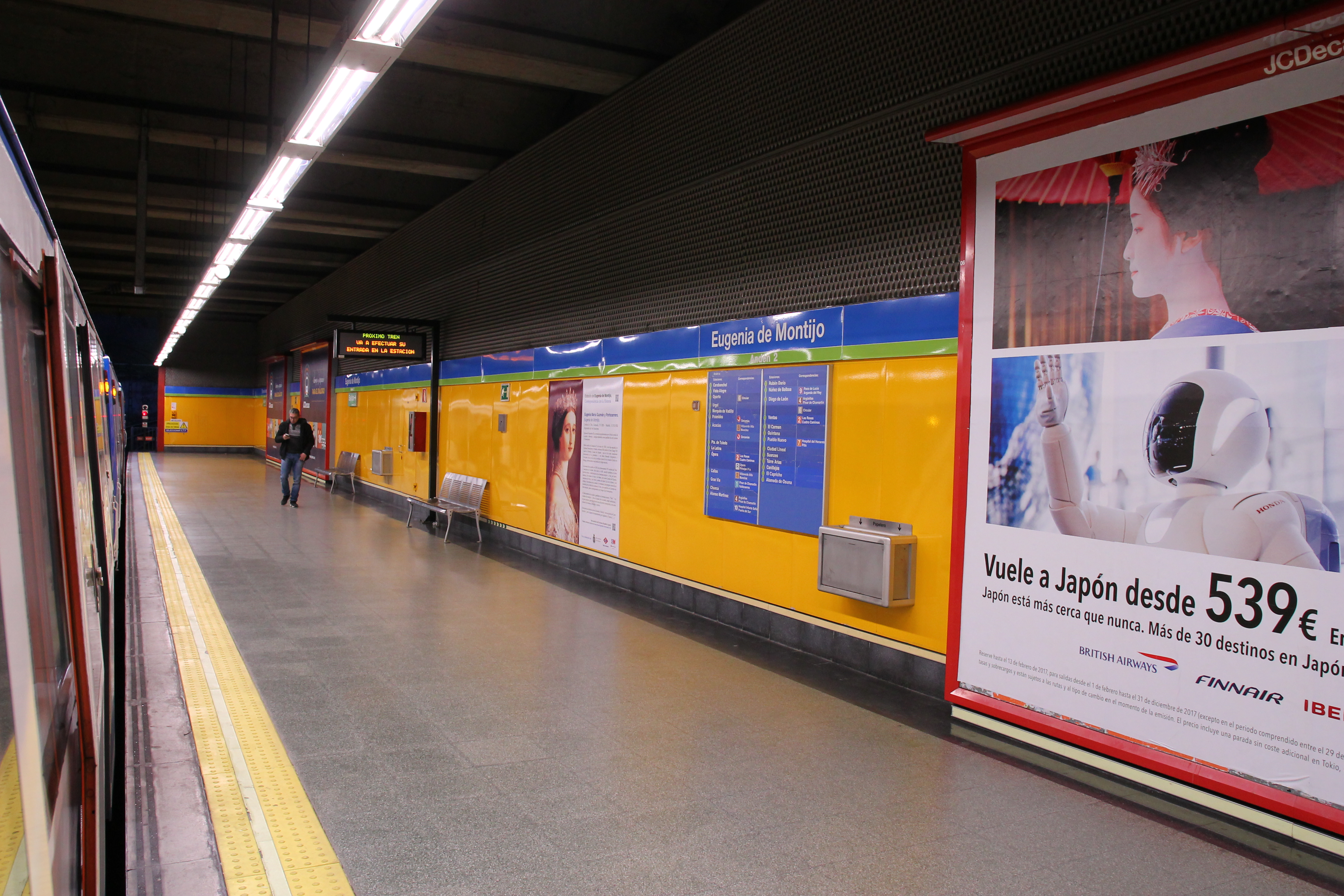
Plataforma de embarque.

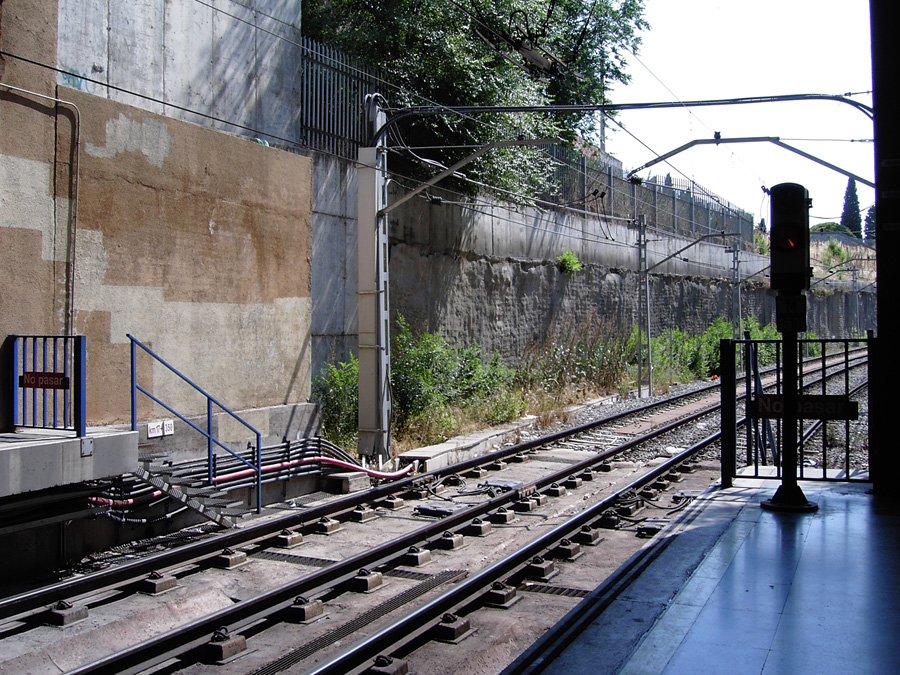
Saída de trecho subterrâneo, na Estação Eugenia de Mutijo.

Eugenia de Montijo é uma estação da Linha 5 do Metro de Madrid.. Seu nome homenageia a aristocrata espanhola e imperatriz da França Eugenia de Montijo.

## História
Esta estação foi inaugurada em 27 de outubro de 1999 dentro de uma seção da Linha 5 já em operação.